# Oxyopes calcaratus
Oxyopes calcaratus là một loài nhện trong họ Oxyopidae.
Loài này thuộc chi Oxyopes. Oxyopes calcaratus được Ehrenfried Schenkel-Haas miêu tả năm 1944.